# Standfussiana defessa
Standfussiana defessa är en fjärilsart som beskrevs av Lederer 1858. Standfussiana defessa ingår i släktet Standfussiana och familjen nattflyn. Inga underarter finns listade i Catalogue of Life.